# Астана Нурли Жол
Астана Нурли Жол (каз. Астана Нұрлы жол) — головна залізнична станція у Астані, столиці Казахстану. Є однією з будівель, побудованої для всесвітньої виставки 2017 року. Станція «Нурли Жол» з її місткістю 35 000 осіб було відкрито 1 червня 2017 року.
Загальна площа станції  126 000 м², також має закритий простір площею 110 000 м², автостоянку площею 70 000 м² і залізничні платформи довжиною 2550 м. Була спроектована турецькою компанією Tabanlıoğlu Architects. Дизайн отримав перше місце у конкурсі «MIPIM AR Future Projects».
У жовтні 2018 року в будівлі була відкрита автостанція «Сапаржай-2». Загальна площа стоянки для автобусів та легкових автомобілів становить 8600 м². З 2019 по 2022 рік станція називалася «Нур-Султан Нурли Жол» після зміни назви міста в березні 2019 року.